# Otto Deßloch
Otto Deßloch (n. 11 iunie 1889, Bamberg, d. 13 mai 1977, München) a fost un general german din Luftwaffe în timpul celui de al Doilea Război Mondial. A fost decorat cu Ordinul Crucea de Fier cu Frunze de Stejar și a fost citat pe Ordine de zi pe armată în 4 august 1943, 9 aprilie, 30 octombrie și 29 noiembrie 1944.
În timpul celui de al Doilea Război Mondial Deßloch a comandat unități ale Luftwaffe pe Frontul de Est, adică Luftflotte 4, cu care aviația română colabora. În 1944 a sprijinit Grupul 9 Vânătoare în apărarea zonei Ploiești împotriva bombardamentelor americane prin dotarea lui cu aparate Bf 109G.
După ce Parisul a fost eliberat de forțele aliate, în septembrie 1944 Deßloch a comandat o unitate aeriană de represiune care a bombardat orașul, a distrus ținte civile și a ucis 200 de civili francezi.
În perioada 8 mai 1945 - 1948 a fost în prizonierat.